# Wagner Béla
Szegedpalánki Wagner Béla (Szeged, 1860. október 26. – Budapest, 1914. január 7.) honvédőrnagy, császári és királyi tábornok. 

## Élete
Wagner János és Tóth Terézia fiaként született. A katonai előkészítő-iskolát Budapesten, a hadapródiskolát Prágában és Budapesten 1875–78 között végezte el, mint hadapród-tiszthelyettes a császári és királyi 26. gyalogezredhez került beosztásra. Részt vett az 1878-as boszniai okkupációban és a livnói ütközetben. 1878-ban hadnaggyá, 1884-ban főhadnaggyá léptetették elő és csapatszolgálatot teljesített, nyolc évig pedig ezred-segédtiszti minőségben volt alkalmazásban. 1890-ben áthelyezteték a honvédséghez, ez évben százados lett. 1895-ben végezte a honvéd-törzstiszti tanfolyamot, 1887-ben zászlóaljparancsnok, 1888-ban őrnagy lett. Cikkeket írt a Ludovika Akadémia Közlönyébe (1891-től). Felesége Rónay Mária Terézia Alojzia volt.

## Munkái
1. Az előkészítő oktatás és a harczszerű egyes lövés. Budapest, 1892.
2. Unterweisung für das Verhalten des Infanteristen im Gefechte. Budapest, 1893.
3. A honvéd magatartása a harczban. Budapest, 1895.